# 7JP4

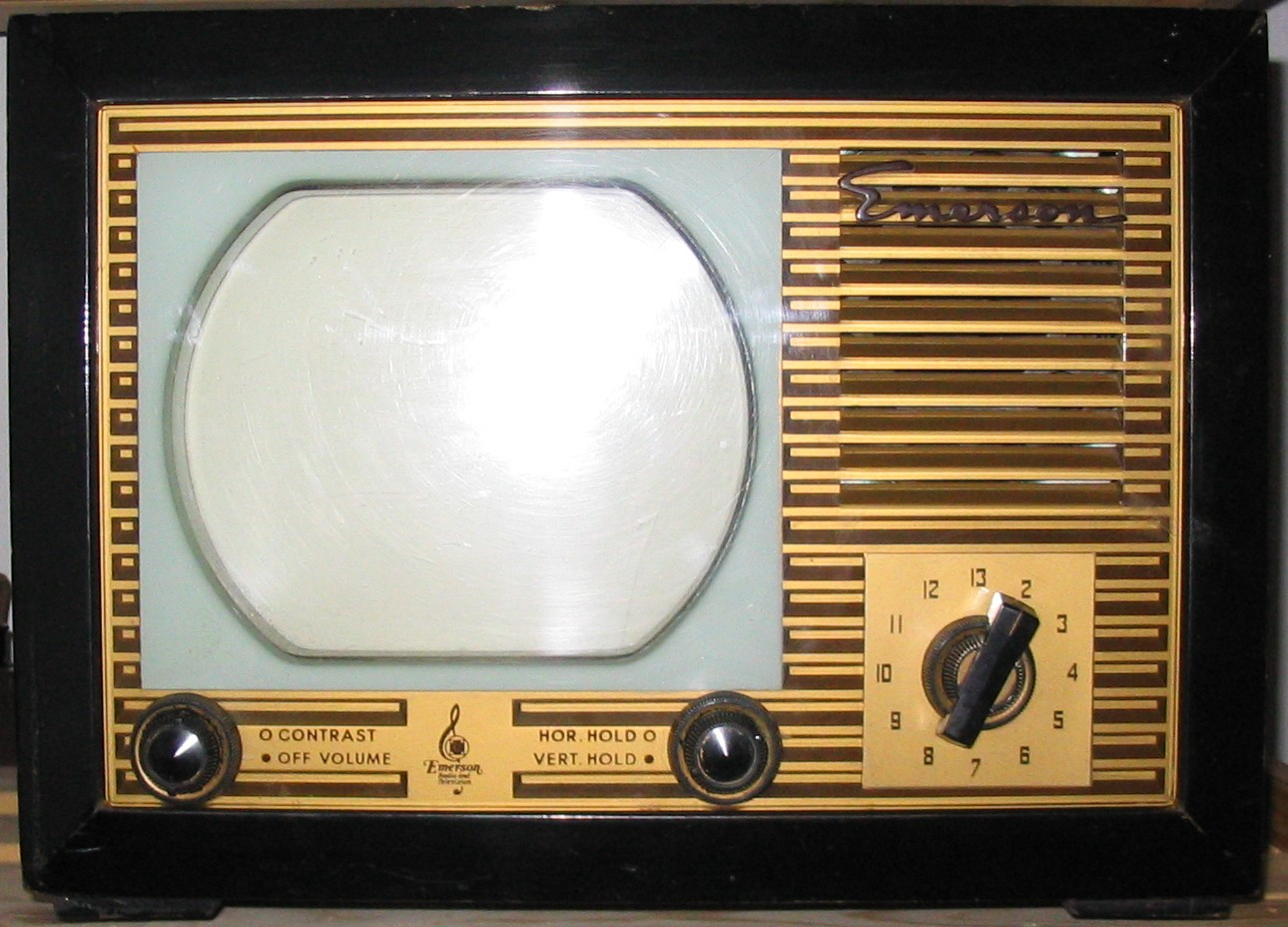
Fernseher mit der Bildröhre 7JP4 von 1949: Emerson 610 (USA)

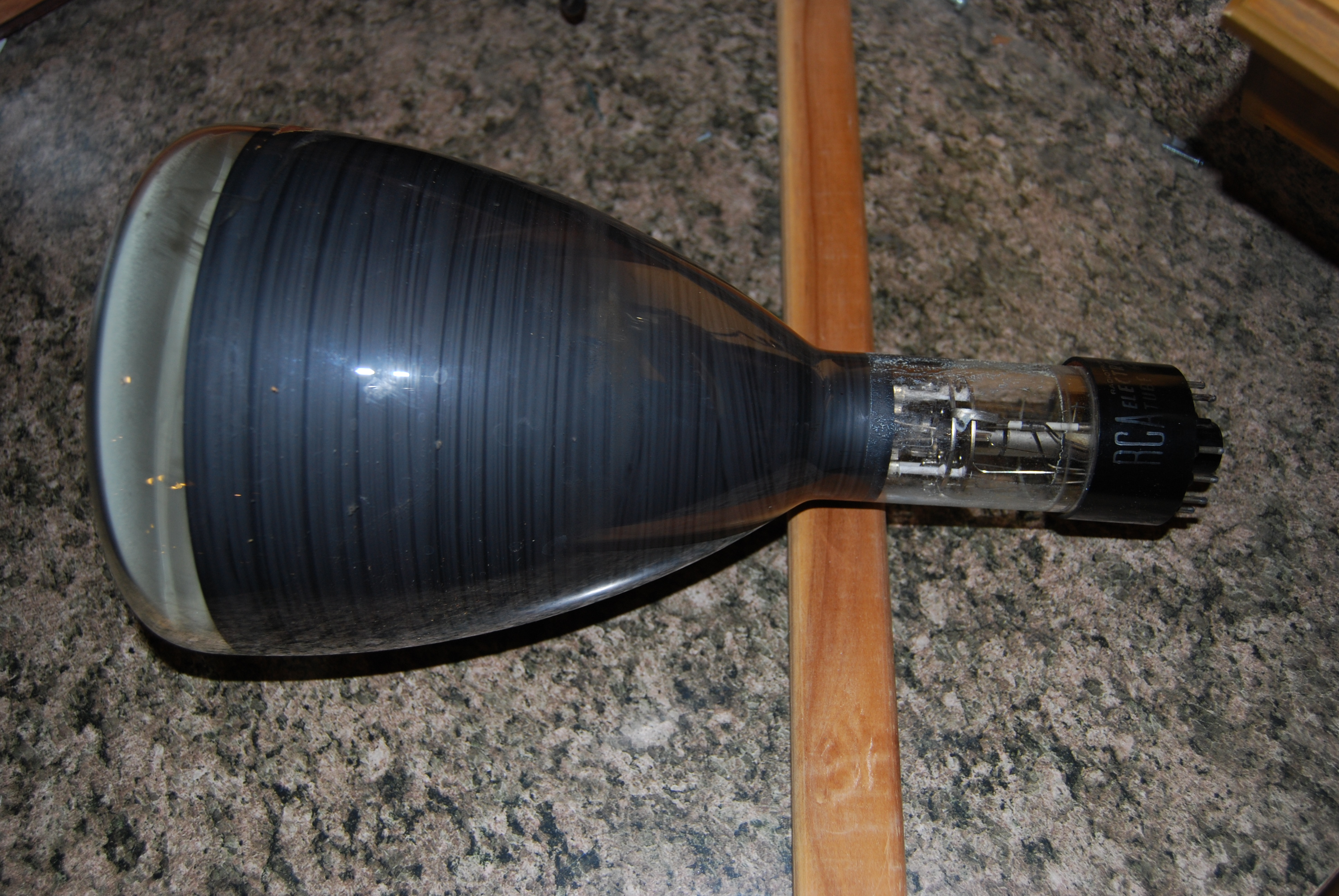
Bildröhre 7PJ4

Die 7JP4 ist eine frühe US-amerikanische Fernsehbildröhre, die Ende der 1940er Jahre verbaut wurde. Ihr Bildschirmdurchmesser beträgt 18 cm, die Schirmleuchtfarbe ist weiß. Unter der Bezeichnung 7JP1 war eine baugleiche Röhre mit grüner Schirmleuchtfarbe verfügbar, welche primär in Messgeräten Anwendung fand. Im Gegensatz zu üblichen Fernsehbildröhren mit magnetischer Ablenkung geschieht die Ablenkung des Elektronenstrahls elektrostatisch. Die 7JP4 steht damit eigentlich den Oszilloskop-Bildröhren näher als den Fernsehbildröhren.
Für die elektrostatische Ablenkung wird eine Spannung zwischen 600 und 900 Volt benötigt, es fließt nahezu kein Strom. Die Anodenspannung beträgt 6 kV. Der Ablenkwinkel ist beschränkt auf max. 40° was sich in einer entsprechend langen Röhre von fast 40 cm niederschlägt. Bildröhren mit magnetischer Ablenkung arbeiten mit Ablenkwinkeln von 70°, 90° und 110° und sind daher wesentlich kürzer. Ein Fernseher mit einer 7JP4 kommt wegen der geringen Ablenkleistung mit lediglich 100 W aus, während Fernseher mit magnetischer Ablenkung in dieser Epoche es auf bis zu 300 W brachten.
Obwohl mit knapp 18 cm der Bildschirmdurchmesser relativ klein war und viele Fernsehzuschauer zum Teil sogar mit Wasser gefüllte Vergrößerungsgläser benutzten, ermöglichte die vergleichsweise preiswerte 7JP4 in den 1940er Jahren dem Fernsehen in den USA den Durchbruch zum Massenmedium. So konnten Fernseher mit der 7JP4 für unter 200 US-Dollar verkauft werden, Apparate mit knapp 8 cm Bildschirmdiagonale waren schon für unter 100 US-Dollar zu haben. Ein durchschnittlicher Monatslohn in dieser Zeit betrug ca. 150 US-Dollar.
Die 7JP4 wurde unter anderem in folgenden Gerätemodellen verwendet:
- Motorola VT-71, VT-73
- Hallicrafters 505
- Sentinel TV-400, TV-405
- National TV-7W
- Philco 50-T701, 50-T702
- Tele-Tone TV-149